# Georg Heinrich von Langsdorff
O barão Georg Heinrich von Langsdorff ou de Langsdorf (em russo:  Григорий Иванович Лангсдорф, translit. Grigori Ivanovich Langsdorf; Wöllstein, Ducado de Nassau, 18 de abril de 1774 — Freiburg im Breisgau, 29 de junho de 1852), foi um médico, naturalista e explorador (etnógrafo) nascido na Ducado de Nassau e naturalizado russo. Foi também diplomata russo.

## Biografia
Nascido em Wöllstein, no antigo Ducado de Nassau-Usingen, Georg Heinrich era filho de  Johann Gottlieb Emilius Langsdorff, oficial de justiça em Lahr e depois vice-reitor de Cassationshof, no Grão-Ducado de Baden. Sua mãe, Marianne-Louise von Burgund, era filha de um conde alemão, e era descendente direta, em linha ilegítima, dos antigos duques da Borgonha. Vale lembrar que o título de barão não era exercido por seu pai, uma vez que, ao contrário dos von Burgund, os von Langsdorff não exerciam título governatório de nobreza desde 1375.
Após a graduação em medicina, pela Universidade de Göttingen, o jovem Georg Heinrich foi para Portugal, atuar como médico do príncipe Christian Auguste de Waldeck quando este assumiu o comando da armada portuguesa. Além de atuar como clínico particular, foi o introdutor da vacina em Portugal. Tinha grande interesse em história natural, tornando-se um autodidata. 
Em 1802 retornou para a Alemanha e juntou-se a uma expedição russa sob o comando do capitão Adam Johann von Krusenstern, a qual circum-navegou o globo terrestre.
Em 20 de dezembro de 1803 chegou à Ilha de Santa Catarina, onde permaneceu até 1804 colecionando espécies e estudando a natureza. Ao abandonar a expedição em Kamtschatka regressou à Rússia via Sibéria. Em São Petersburgo foi nomeado cônsul-geral da Rússia no Rio de Janeiro por Alexandre I. Chegou ao Rio de Janeiro em 1813, e lá levou uma vida intensa e ativa, estudando história natural. Consta que apenas de borboletas chegou a reunir perto de 1600 espécies. Publicou em colaboração com F.D.L. von Fischer os resultados de uma pesquisa em Santa Catarina: Plantes recueillies pendant le voyage des Russes autour de Monde.
Em 1816, seguiu com Saint- Hilaire em viagem pelas Minas Gerais, pernoitaram na casa do amigo Wilhelm Ludwig von Eschwege em Vila Rica (26/12), foram juntos até o Inficionado, no Santuário do Caraça, donde retornou (21/01/1817). (Viagem pelas províncias do Rio de Janeiro e Minas Gerais. Tradução de Vivaldi Moreira. Edusp/ Itatiaia, 1975). 
Em 1820 Langsdorff voltou para a Europa onde publicou em 1821 Bemerkungen über Brasilien ... mit gewissenhafter Belehrung , für auswandernde Deutsche (Heidelberg, Karl Gross, 107 pg.), traduzido para o português por A. M. de Sampaio e publicado como Memórias sobre o Brasil para servir de guia àquelles que nelle se desejão estabelecer (Rio, Silva Porto, 1822).
Por volta de 1821, em São Petersburgo, foi nomeado barão. No ano seguinte, o agora barão de Langsdorff retornou ao Brasil, agora não como explorador, mas sim na qualidade de embaixador do czar da Rússia no Rio de Janeiro. 
Em 1824, Langsdorff percorreu Minas Gerais, na primeira parte de sua expedição.
Em viagem pela província de São Paulo, em 1825, Langsdorff inicia a organização de uma outra expedição, conhecendo em Itu o Dr. Carlos Engler; este lhe sugeriu realizar a viagem pelo Rio Tietê, até Cuiabá, informação esta confirmada por Hércules Florence. Ainda indicou algumas pessoas com as quais deveria manter contato, como Francisco Álvares de Machado e Vasconcelos, que muito auxiliou nos preparativos. 
A segunda parte da expedição iniciou em 1826, partindo de Porto Feliz para o Mato Grosso (rios Taquari, Paraguai, São Lourenço e Cuiabá; alcançaram também a cidade de Corumbá e a seguir Cuiabá). Durante todo trajeto, a equipe enfrentou inúmeras adversidades, culminando com a principal sequela, que foi a perda da memória de Langsdorff. A expedição encerrou-se em 1829, no Pará, de onde a equipe retornou ao Rio de Janeiro.
Langsdorff amava o Brasil e planejava viver no país até o fim de seus dias. Em uma carta de 1827, escreveu: "No Rio de Janeiro eu gostaria de encontrar, nos anos que me restam, uma ocupação permanente para deixar esta vida de cigano e viver e morrer em paz".
Em abril de 1830, Langdorff retornou à Alemanha, falecendo em 1852, em Freiburg, Breisgau.
Langsdorff registrou sistematicamente suas impressões em seus diários, cujos originais estiveram perdidos por vários anos até serem localizados na Rússia, em 1930. Até então, as informações sobre a Expedição tinham como base o diário publicado por Hercules Florence. 
Com a criação da Associação Internacional de Estudos Langsdorff (AIEL), em 1990, houve o esforço para trazer cópia da documentação da expedição para o Brasil, que agora está disponível para consulta na Casa de Oswaldo Cruz, da FIOCRUZ, no Rio de Janeiro, e no Centro de Memória da Unicamp (CMU), em Campinas, São Paulo. 
Os Diários de Langsdorff, após anos de trabalho, foram publicados em três volumes, pela FIOCRUZ, com o apoio de diversas empresas. O barão é, até hoje, considerado um dos pais da exploração tropical.

## Descendência
Além de um filho natural, Karl Georg, nascido em 1809 na Alemanha, o barão teve duas filhas, nascidas no Brasil, do seu primeiro casamento (com Frederike Schubert), e cinco filhos do segundo casamento, com Wilhelmine, quatro dos quais também nascidos no Brasil. Seus numerosos descendentes, atualmente na quinta geração, vivem na Alemanha, na França e no Brasil, onde seu filho Heinrich Ernst nascido em 1816 permaneceu, depois  que a família retornou à Alemanha.
De acordo com o especialista genealógico Francisco de Albuquerque .verificou um total de 1500 descendentes do barão no Brasil. Entre estes descendentes encontra-se o maestro Joaquim Antonio Langsdorff Naegele, já falecido e autor de mais de duzentos dobrados.  Entre os vivos, estão a modelo Luma de Oliveira e sua irmã, a atriz Ísis de Oliveira.

## A expedição de Langsdorff no século XXI
Com base em documentos do próprio barão, entre 1999 e 2000, foi refeita e filmada a Expedição para a Discovery Channel, em parceria com a Grifa Cinematográfica. A refilmagem contou com a participação de Adriana Florence, tetraneta de Hércules Florence.  